# Objet de culte juif

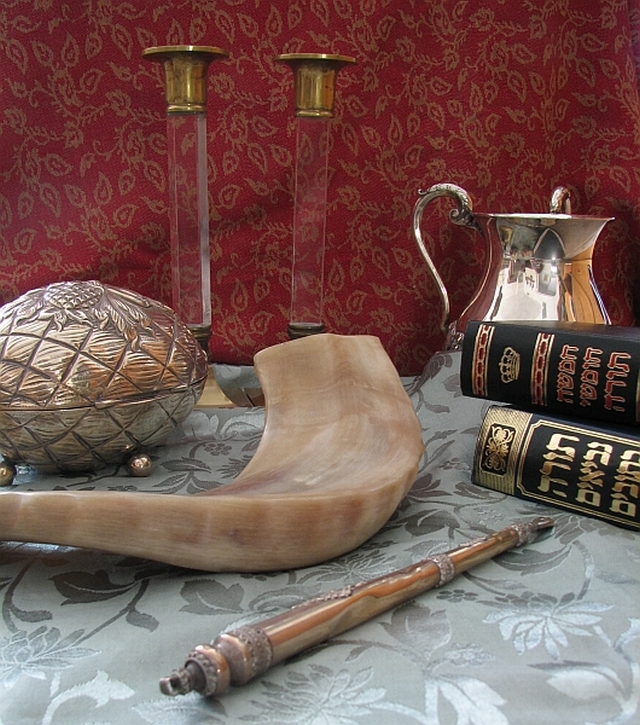
Judaica (dans le sens horaire depuis le haut) : chandeliers de Chabbat, cruche pour le lavage des mains, Houmash et Tanakh, pointeur de lecture de la Torah, shofar, et boîte à etrog.

Un objet de culte juif (latin : Judaicum, plur. Judaica) est un objet, vêtement ou ustensile à usage rituel ou cultuel dans le judaïsme, qu’il soit destiné à l’emploi individuel, comme le tzitzit que chaque Juif a pour obligation de faire à ses vêtements, ou collectif, comme le rouleau de la Torah et ses accessoires, destinés à la lecture synagogale ou d’autres cérémonies publiques. La coutume juive d’embellir les Judaica au possible, a donné lieu à un véritable art cérémoniel dont les objets les plus précieux et les plus rares sont activement recherchés par des collectionneurs privés ou publics.

## Ustensiles de prescription et de sainteté
La loi juive fait la distinction entre tashmish mitzva (« ustensile de prescription ») et tashmish kedousha (« ustensile de sainteté ») , ces derniers devant faire l’objet de soins plus appliqués même s’ils sont devenus impropres au service : 

« תנו רבנן :תשמישי מצווה - נזרקין, תשמישי קדושה - נגנזין. ואלו הן תשמישי מצווה: סוכה, לולב, שופר, ציצית. ואלו הן תשמישי קדושה: דלוסקמי ספרים, תפילין ומזוזות ותיק של ספר תורה ונרתיק של תפילין ורצועותיהן
Nos maîtres ont enseigné : les ustensiles de prescription [qui sont devenus impropres à l’usage] sont jetés, [tandis que] les ustensiles de sainteté sont remisés. Voici les ustensiles de prescription : la soucca, le loulav, le chofar, le tsitsit. Et voici les ustensiles de sainteté : les delouskamim (sacs dans lesquels on place les rouleaux) de la Torah, des tefillin et des mezouzot, le manteau du rouleau de la Torah, le sac des tefillin et leurs lanières — T.B. Meguila 26b »

Il semble que la différence essentielle entre les deux catégories d’objets soit la présence ou l’absence du nom divin à quatre lettres, et non l’importance de la prescription qui nécessite l’objet pour être réalisée. Si la plupart des objets de culte ont leur source dans la Bible hébraïque, d’autres sont d’instauration plus tardive comme le couvre-chef requis par l’usage afin de rappeler l’omniprésence divine ou le candélabre à neuf branches utilisé à Hanoucca.

## Embellissement des Judaica
L’usage d’embellir les objets de culte dans le cadre de l’« embellissement de la prescription » (hébreu : הידור מצווה hiddour mitzva) est ancien.

## Collections remarquables dejudaïca
Le Musée lorrain possède la première collection de judaïca (objets liés au culte juif) de province, après celle du Musée d'art et d'histoire du Judaïsme de Paris. Il s'agit notamment d'un don que René Wiener, collectionneur, a fait au Musée lorrain en 1939. Cette collection n'est actuellement pas visible. 